# Saison 20 des Simpson
Chronologie
Saison 19 Saison 21
Cet article présente le guide des épisodes de la 20e saison de la série télévisée Les Simpson diffusée en France à partir du 20 octobre 2009 sur Canal+, et rediffusée à partir du 18 janvier 2014 sur W9.
Après le passage à l'animation par ordinateur lors de la saison 14, la série est diffusée en haute définition depuis l'épisode Prenez ma vie, je vous en prie. En France, le générique reste inchangé et passe en HD à partir de la Saison 21. En Belgique, elle était diffusée sur Club RTL en 2010. En Suisse, elle était diffusée sur RTS Deux.

## Épisodes
| № | #  | Titre                                                                                            | Réalisation       | Scénario                            | Première diffusion                | Code de prod. | Audience (en millions) |
| --- | -- | ------------------------------------------------------------------------------------------------ | ----------------- | ----------------------------------- | --------------------------------- | ------------- | ---------------------- |
| 421 | 1  | Sexe, Mensonges et Gâteaux (Crime-pâtissière) Sex, Pies and Idiot Scrapes                        | Lance Kramer      | Kevin Curran                        | 28 septembre 2008 20 octobre 2009 | KABF17        | 9,3                    |
| C'est la Saint-Patrick à Springfield et, comme d'habitude, la parade annuelle se transforme en bagarre générale... |    |                                                                                                  |                   |                                     |                                   |               |                        |
| 422 | 2  | Fiston perdu (Fourgon cellulaire) Lost Verizon                                                   | Raymond S. Persi  | John Frink                          | 5 octobre 2008 21 octobre 2009    | KABF15        | 7,4                    |
| Tombé en panne d'essence sur l'autoroute en compagnie de sa mère, Skinner se retrouve dans l'embarrassante situation de devoir traverser l'autoroute pour remplir un bidon... |    |                                                                                                  |                   |                                     |                                   |               |                        |
| 423 | 3  | L'Échange (Quelles familles !) Double, Double, Boy in Trouble                                    | Michael Polcino   | Bill Odenkirk                       | 19 octobre 2008 22 octobre 2009   | KABF14        | 8,1                    |
| Bart Simpson issu d'une classe moyenne fait la rencontre de son sosie issu d'une classe très privilégiée, chacun va échanger son mode de vie. Bart va découvrir les plaisirs de la richesse et son sosie les plaisirs de l'affection d'une mère. Pour Bart cet épisode rappelle l'histoire de Damoclès, en effet une pauvre enviait le Roi Damoclès, Damoclès lui a donc cédé sa place, le pauvre a découvert les plaisirs de la richesse et du pouvoir mais au-dessus du trône il y a suspendue une lourde épée reliée au plafond par un simple crin de cheval représentant les menaces qui pèsent sur un tel pouvoir (Assassinat, Complot, lutte interne) le pauvre a finalement laissé sa place au roi Damoclès car incapable de supporter cette autre face du pouvoir. C'est ce que Bart va découvrir, car les demi-frères et sœurs du sosie ont l'intention de tuer cet héritier, même Burns va avouer à demi-mot qu'il a éliminé sa fratrie et dit à Bart d'être sur ses gardes, Bart voudra fuir cette richesse car trop dangereuse, c'est l'épée de Damoclès... |    |                                                                                                  |                   |                                     |                                   |               |                        |
| 424 | 4  | Simpson Horror Show XIX (Spécial d’Halloween XIX) Treehouse of Horror XIX                        | Bob Anderson      | Matt Warburton                      | 2 novembre 2008 23 octobre 2009   | KABF16        | 12,5                   |
| - Introduction : Cet épisode spécial Halloween se déroule le 4 novembre 2008, jour de l'élection présidentielle américaine. Homer se rend compte que son vote pour Barack Obama est transformé en vote pour John McCain par la machine à voter, malgré ses tentatives répétées. Cette partie, qui a circulé sur Internet plusieurs jours avant sa diffusion télévisée le 2 novembre 2008, soit deux jours avant l'élection présidentielle, a déclenché la critique de républicains qui l'ont jugée injuste. - Comment réussir dans la tue-blicité (« How to Get Ahead in Dead-Vertising ») : Krusty fait effacer au jet de sable son image de la fresque qui est sur le mur de la crèche de Maggie, car c'est une reproduction non autorisée de son image. En représailles, Homer le tue en le découpant dans un hachoir à branches, à la suite de quoi il se fait embaucher comme tueur de célébrités, pour permettre l'utilisation de leur image dans la publicité. Il tue ainsi George Clooney, Prince, Neil Armstrong. Ceux-ci redescendent du Paradis menés par Krusty et John Wayne et en compagnie de John Lennon et Golda Meir et tuent Homer en lui faisant sauter la tête d'un coup de fusil, qui monte au Paradis et ferme les portes de celui-ci et puis il part jouer au poker avec Abraham Lincoln. À noter que dans cet épisode John Fitzgerald Kennedy fait une apparition. - La grande citrouille (« It's the Grand Pumpkin, Milhouse ») : La troisième histoire est un clin d'œil à It's the Great Pumpkin, Charlie Brown, un épisode spécial Halloween célèbre du dessin animé Peanuts avec Bart dans le rôle de Charlie Brown, Lisa en Sally Brown, Milhouse en Linus van Pelt, et Petit Papa Noël en Snoopy. Milhouse attend dans le cimetière l'arrivée d'une citrouille géante. Quand la citrouille géante arrive, elle est scandalisée de voir comment l'homme découpe, déforme et mange les citrouilles et décide de se venger et de manger tout le monde. |    |                                                                                                  |                   |                                     |                                   |               |                        |
| 425 | 5  | Souvenirs dangereux (Le(s) plus beau(x) voyage(s)) Dangerous Curves                              | Matthew Faughnan  | Billy Kimball et Ian Maxtone-Graham | 9 novembre 2008 26 octobre 2009   | KABF18        | 8,2                    |
| Alors que les Simpson sont partis en vacances dans un chalet en forêt, ils se remémorent certains moments de leur vie. Cet épisode est une « parodie » du film Voyage à deux avec Audrey Hepburn et Albert Finney... |    |                                                                                                  |                   |                                     |                                   |               |                        |
| 426 | 6  | Échange de mots croisés (Maux croisés) Homer and Lisa Exchange Cross Words                       | Nancy Kruse       | Tim Long                            | 16 novembre 2008 27 octobre 2009  | KABF19        | 8,5                    |
| En se rendant au bar de Moe, Homer voit Madame Krapabell en train d'essayer de rompre avec le proviseur Skinner, sans savoir comment lui annoncer... |    |                                                                                                  |                   |                                     |                                   |               |                        |
| 427 | 7  | Les Apprentis Sorciers (La Pomme de la colère) Mypods and Boomsticks                             | Steven Dean Moore | Marc Wilmore                        | 30 novembre 2008 28 octobre 2009  | KABF20        | 7,8                    |
| La famille Simpson se rend au Mapple Store pour que Lisa ait son propre MyPod. Après s'être enfui du supermarché à la suite d'une enième farce, Bart rencontre un enfant musulman appelé Bashir. Plus tard, Homer a des doutes sur l'ami de Bart et invite Bashir et sa famille à manger chez eux pour savoir s'ils sont anti-américains... |    |                                                                                                  |                   |                                     |                                   |               |                        |
| 428 | 8  | Burns est piqué (L'arène des abeilles) The Burns and The Bees                                    | Mark Kirkland     | Stephanie Gillis                    | 7 décembre 2008 29 octobre 2009   | KABF21        | 6,2                    |
| |    |                                                                                                  |                   |                                     |                                   |               |                        |
| 429 | 9  | Lisa la reine du drame (La seigneure des amis) Lisa the Drama Queen                              | Matthew Nastuk    | Brian Kelley                        | 25 janvier 2009 30 octobre 2009   | KABF22        | 5,7                    |
| Lisa s'est fait une nouvelle amie, Juliette, une fille excentrique qui vit dans sa bulle. Elles songent à écrire un livre sur un monde féerique. Découvrant que Lisa se comporte de manière bizarre, Marge l'interdit de revoir Juliette. Fuguées de chez-elles, Lisa et Juliette trouvent refuge dans un restaurant abandonné et sont piégées par les brutes de l'école, en utilisant leurs côtés raconteuses sur Kirney et il les libère par intérêt. Jimbo et Rudolph tentent de brûler le livre de Lisa et Juliette, Kirney les a empêché de passer à l'acte tandis que les deux jeunes filles ont pris la fuite et peu après, Lisa et Juliette décidèrent de se couper les ponts. Quelques semaines plus tard, Lisa reçoit une lettre de l'éditeur et s'essuie par un refus de publier son roman... |    |                                                                                                  |                   |                                     |                                   |               |                        |
| 430 | 10 | Prenez ma vie, je vous en prie ( Le choix du président) Take My Life, Please                     | Steven Dean Moore | Don Payne                           | 15 février 2009 2 novembre 2009   | LABF01        | 6,8                    |
| Homer apprend qu'il aurait dû être élu chef de classe il y a 20 ans... |    |                                                                                                  |                   |                                     |                                   |               |                        |
| 431 | 11 | La Conquête du test How the Test Was Won                                                         | Lance Kramer      | Michael Price                       | 1er mars 2009 3 novembre 2009     | LABF02        | 6,5                    |
| C'est le jour du test à l'école mais Bart est exempté avec les 4 voyous et Ralph pendant ce temps la Homer n'est pas assuré pendant 3 heures, il doit alors éviter tout accident... |    |                                                                                                  |                   |                                     |                                   |               |                        |
| 432 | 12 | Le malheur est dans le prêt (Prêt pas prêt, j'y vas) No Loan Again, Naturally                    | Mark Kirkland     | Jeff Westbrook                      | 8 mars 2009 4 novembre 2009       | LABF03        | 6,0                    |
| Pour organiser sa fête annuelle de mardi gras Homer accumule les hypothèques sans comprendre qu'il devrait payer. L’hypothèque d'Homer et de Marge devient trop élevée au point qu'ils sont obligés de vendre leur maison. Compatissant, Ned décide de la racheter et devient leur nouveau propriétaire pour éviter à la famille de se retrouver à la rue. Homer l'utilise comme homme à tout faire pour effectuer des réparations difficiles mais lorsque celui-ci refuse de faire une tâche car il est allé se coucher, Homer l’accuse publiquement de laisser sa famille vivre dans des conditions de vie dangereuses et d'être un mauvais propriétaire. Furieux, Ned menace de les expulser... |    |                                                                                                  |                   |                                     |                                   |               |                        |
| 433 | 13 | Maggie s'éclipse (Et la sœur ?) Gone Maggie Gone                                                 | Chris Clements    | Billy Kimball et Ian Maxtone-Graham | 15 mars 2009 5 novembre 2009      | LABF04        | 6,0                    |
| |    |                                                                                                  |                   |                                     |                                   |               |                        |
| 434 | 14 | Au nom du grand-père (Au nom du pepère et du fils) In the Name of the Grandfather                | Ralph Sosa        | Matt Marshall                       | 22 mars 2009 6 novembre 2009      | LABF11        | 6,1                    |
| Après avoir oublié la fête de la maison de retraite, Les Simpson emmènent Abraham en Irlande. |    |                                                                                                  |                   |                                     |                                   |               |                        |
| 435 | 15 | Mariage en sinistre (Le sacrament de mariage) Wedding for Disaster                               | Chuck Sheetz      | Joel H. Cohen                       | 29 mars 2009 9 novembre 2009      | LABF05        | 6,6                    |
| |    |                                                                                                  |                   |                                     |                                   |               |                        |
| 436 | 16 | Mini Minette Maya Moe (Maya la belle) Eeny Teeny Maya, Moe                                       | Nancy Kruse       | John Frink                          | 5 avril 2009 10 novembre 2009     | LABF06        | 6,5                    |
| |    |                                                                                                  |                   |                                     |                                   |               |                        |
| 437 | 17 | Le Bon, le Triste et la Camée (Le Bon, l'Abrutie et l'Achalant) The Good, the Sad and the Drugly | Rob Oliver        | Marc Wilmore                        | 19 avril 2009 12 novembre 2009    | LABF07        | 6,5                    |
| Milhouse est renvoyé de l'école élémentaire de Springfield après avoir endossé à lui seul la responsabilité d'une farce élaborée avec Bart. Celui-ci lui promet de venir lui rendre visite tous les jours. Mais, lors d'une visite à son son grand-père à la maison de retraite, il tombe amoureux d'une fille, Jenny, venue apporter des biscuits aux personnes âgées. Lorsque sa punition prend fin, Milhouse s'aperçoit que Bart l'a abandonné pour une fille. Se sentant trahi, il fait tout pour gâcher leur complicité. Jenny quitte Bart et ce dernier achète un bouquet de roses et s'excuse, mais il s'avère que les deux choses sont destinées à Milhouse. Les deux amis se réconcilient et élaborent une nouvelle blague. De son côté, Lisa qui devait faire un exposé sur le devenir de Springfield dans 50 ans, devient dépressive, s'étant aperçue que la planète serait alors pratiquement détruite par l'être humain. Ses parents l'emmènent chez une psychiatre qui lui prescrit des drogues anti-dépression. Mais Lisa devient trop positive et manque d'embrasser le ventilateur, ce qui conduit Marge à lui confisquer les pilules... |    |                                                                                                  |                   |                                     |                                   |               |                        |
| 438 | 18 | Mon père avait tort (Les petites-filles modèles-réduits) Father Knows Worst                      | Matthew Nastuk    | Rob LaZebnik                        | 26 avril 2009 13 novembre 2009    | LABF08        | 5,9                    |
| Homer se brûle la langue au cours d'une sortie. Il est donc plâtré durant plusieurs semaines et lorsqu'on lui retire ce plâtre, sa langue est devenue trop sensible pour manger la moindre nourriture. Seuls les plats fades de la cafétéria de l'école de Bart et Lisa lui sont supportables. Un jour, il y rencontre une mère qui a fait le choix d'être constamment derrière son enfant afin qu'il réussisse à l'école. Homer décide alors d'entreprendre la même chose avec ses propres enfants... |    |                                                                                                  |                   |                                     |                                   |               |                        |
| 439 | 19 | Une adresse chic (Chambre en haute ville) Waverly Hills 9021-D'oh                                | Michael Polcino   | J. Stewart Burns                    | 3 mai 2009 16 novembre 2009       | LABF10        | 6,7                    |
| À la suite d'une brève visite à l'école élémentaire de Springfield, Marge constate l'état déplorable de l'enseignement qui y est prodigué. Elle et Homer décident alors de louer un appartement à Waverly Hills afin que Bart et Lisa puissent être inscrits à l'école du quartier qui bénéficie d'une meilleure réputation. Toutefois, un inspecteur de l'établissement doit faire une visite surprise à l'appartement pour s'assurer que la famille y habite bien. Pour donner le change, Homer est obligé de s'y installer quelque temps... |    |                                                                                                  |                   |                                     |                                   |               |                        |
| 440 | 20 | Manucure pour 4 femmes (Maman et fifille sont chez le coiffeur) Four Great Women and a Manicure  | Raymond S. Persi  | Valentina L. Garza                  | 10 mai 2009 17 novembre 2009      | LABF09        | 5,2                    |
| Pour passer le temps lors d'une séance de manucure où Marge a emmené Lisa, Marge tente, au travers de quatre histoires différentes de prouver qu'une femme ne peut se passer d'un homme. La première histoire parle d'Élisabeth I et de sa recherche frénétique d'un roi consort. La reine est jouée par Selma Bouvier. La seconde histoire traite de Blanche Neige, bien que la version de Groening soit un détournement d'une partie des contes des frères Grimm. Lisa campe le rôle de Blanche Neige. La troisième histoire est inspirée de Macbeth. Marge incite Homer à assassiner l'ensemble des membres de la troupe de théâtre pour obtenir le rôle-titre. À la fin, Homer obtient le rôle mais, consterné de se retrouver seul devant une salle vide à la fin du spectacle, préfère se suicider et rejoindre la troupe. La dernière histoire porte sur Maggie qui est comparée à l'architecte Howard Roark, personnage du best-seller La Source vive d'Ayn Rand. Maggie Roark se bat pour réaliser des projets d'architectures grandioses. Cette histoire démontre surtout l'intelligence de la benjamine de la famille, qui, lors du procès organisé par le directeur de la crèche, adresse un plaidoyer sur la condition des bébés... |    |                                                                                                  |                   |                                     |                                   |               |                        |
| 441 | 21 | Un prince à New-Orge (Faites le mur, pas la guerre) Coming to Homerica                           | Steven Dean Moore | Brendan Hay                         | 17 mai 2009 18 novembre 2009      | LABF12        | 5,9                    |
| Krusty jouant aux échecs avec M. Tiny est interrompu par l'un de ses employés : les produits de la marque Krusty comportent un certain nombre de problèmes. En particulier, le Krusty Burger a été déclaré le produit de fast food le moins sain du monde. Krusty décide alors de créer un nouveau hamburger, contenant le légume le moins cher possible : de l'orge. Les gens affluent et testent le nouveau hamburger, et tombent aussitôt malades... |    |                                                                                                  |                   |                                     |                                   |               |                        |

## DVD
| L'intégrale de la saison 20 | | | | |
| Langues & Sortie | Langues & Sortie | Langues & Sortie | Langues & Sortie | Détails & Bonus |
| - Langages DVD: - Anglais (Dolby Digital 5.1, avec sous-titres) - Espagnol (Dolby Surround, avec sous-titres) - Portugais (Dolby Surround, avec sous-titres) - Tchèque (slovaque) (Dolby Surround, avec sous-titres) - Français québécois (Dolby Surround, avec sous-titres) - Langages Blu-Ray: - Anglais (DTS-HD Master Audio 5.1, avec sous-titres) - Espagnol (Dolby Surround, avec sous-titres) - Portugais (Dolby Surround, avec sous-titres) - Français québécois (Dolby Surround) | - Langages DVD: - Anglais (Dolby Digital 5.1, avec sous-titres) - Espagnol (Dolby Surround, avec sous-titres) - Portugais (Dolby Surround, avec sous-titres) - Tchèque (slovaque) (Dolby Surround, avec sous-titres) - Français québécois (Dolby Surround, avec sous-titres) - Langages Blu-Ray: - Anglais (DTS-HD Master Audio 5.1, avec sous-titres) - Espagnol (Dolby Surround, avec sous-titres) - Portugais (Dolby Surround, avec sous-titres) - Français québécois (Dolby Surround) | - Langages DVD: - Anglais (Dolby Digital 5.1, avec sous-titres) - Espagnol (Dolby Surround, avec sous-titres) - Portugais (Dolby Surround, avec sous-titres) - Tchèque (slovaque) (Dolby Surround, avec sous-titres) - Français québécois (Dolby Surround, avec sous-titres) - Langages Blu-Ray: - Anglais (DTS-HD Master Audio 5.1, avec sous-titres) - Espagnol (Dolby Surround, avec sous-titres) - Portugais (Dolby Surround, avec sous-titres) - Français québécois (Dolby Surround) | - Langages DVD: - Anglais (Dolby Digital 5.1, avec sous-titres) - Espagnol (Dolby Surround, avec sous-titres) - Portugais (Dolby Surround, avec sous-titres) - Tchèque (slovaque) (Dolby Surround, avec sous-titres) - Français québécois (Dolby Surround, avec sous-titres) - Langages Blu-Ray: - Anglais (DTS-HD Master Audio 5.1, avec sous-titres) - Espagnol (Dolby Surround, avec sous-titres) - Portugais (Dolby Surround, avec sous-titres) - Français québécois (Dolby Surround) | - 21 épisodes - 4 disques (DVD) / 2 disques (Blu-ray) - 4:3 (épisodes 1 à 10) 16:9 (épisodes 11 à 21) - Bonus - Menus dessinées à la main par Matt Groening - Spécial 20e anniversaire Sneak Peak par Morgan Spurlock |
| Date de sortie | | | | - 21 épisodes - 4 disques (DVD) / 2 disques (Blu-ray) - 4:3 (épisodes 1 à 10) 16:9 (épisodes 11 à 21) - Bonus - Menus dessinées à la main par Matt Groening - Spécial 20e anniversaire Sneak Peak par Morgan Spurlock |
| | Région 1 | Région 2 | Région 4 | - 21 épisodes - 4 disques (DVD) / 2 disques (Blu-ray) - 4:3 (épisodes 1 à 10) 16:9 (épisodes 11 à 21) - Bonus - Menus dessinées à la main par Matt Groening - Spécial 20e anniversaire Sneak Peak par Morgan Spurlock |
| DVD | 12 janvier 2010 | 24 novembre 2010 | 20 janvier 2010 | - 21 épisodes - 4 disques (DVD) / 2 disques (Blu-ray) - 4:3 (épisodes 1 à 10) 16:9 (épisodes 11 à 21) - Bonus - Menus dessinées à la main par Matt Groening - Spécial 20e anniversaire Sneak Peak par Morgan Spurlock |
| Blu-ray | 12 janvier 2010 | - | 20 janvier 2010 | - 21 épisodes - 4 disques (DVD) / 2 disques (Blu-ray) - 4:3 (épisodes 1 à 10) 16:9 (épisodes 11 à 21) - Bonus - Menus dessinées à la main par Matt Groening - Spécial 20e anniversaire Sneak Peak par Morgan Spurlock |